# Онежский полуостров
Оне́жский полуо́стров — крупный полуостров на северо-западе России, на территории Приморского и Онежского районов Архангельской области.
Расположен в южной части Белого моря между Онежской губой и Двинской губой. Самая северная точка — мыс около посёлка Летний Наволок. 
Северо-восточный берег полуострова называется Летним, а юго-западный — Онежским берегом (часть Онежского берега называется Лямицким берегом).
Рядом с полуостровом глубины моря достигают 87 метров в проливе Восточная Соловецкая Салма, который отделяет Онежский полуостров от Соловецких островов. 
Рельеф полуострова преимущественно равнинный. Наибольшая высота составляет
Покрытые лесом территории занимают более 60 % территории северной части полуострова. В северной части Онежского полуострова Г. С. Мухиным выделено 6 индивидуальных ландшафтов: Лопшеньгский, Лямицкий, Быковский, Мяндский, Летне-Золотицкий и Унско-Ухтинский .
В южной части полуострова в устье реки Кянда расположен Кяндский заказник. В северо-восточной части полуострова (вокруг Унской губы) находился Унский заказник. В 2013 году на полуострове был создан 45-й национальный парк в России — Онежское Поморье. Площадь парка составила 201668 гектаров, в том числе 180668 га лесов и побережий Онежского полуострова и 21000 га акватории Унской губы Белого моря.

## Мысы Онежского полуострова
Если рассматривать Онежский полуостров от Онеги по морским лоциям, то получается ориентировочно до 21 выступающего ориентира:
- мыс Горболукский, на восточном входе в Онежскую губу, хорошо отличается лесистым холмом.
- мыс Новое Усолье, вблизи деревни Новое Усолье.
- мыс Ухтома, заметный мыс к северо-востоку от устья реки Онеги, вблизи с деревней Ухтома.
- мыс Лямца, около деревни Лямца, выступает в Онежскую губу.
- мыс Кузова, напротив островов Кузова (чаще всего упоминается в морских лоциях).
- мыс Поньгома, напротив посёлка Поньгома.
- мыс Глубокий, следующий за мысом Поньгома на север, с узнаваемыми желтыми песчаными берегами и навигационным знаком.
- мыс Каменный.
- мыс Тонкий, отмечен не на всех картах.
- мыс Шойнаволок, один из самых северных мысов полуострова.
- мыс Ухт-Наволок, с навигационным знаком.
- мыс Вейнаволок (Вейнаволокский мыс) вблизи деревни Вейнаволок, южнее находится деревня Нименьга.
- Чесменский мыс.
- мыс Лопшеньгский, по названию реки Лопшеньга, имеющей устье в 5 км южнее и выступающий в Двинскую губу. Сам мыс каменистый,  с материковыми возвышенностями, подходящими близко к берегу.
- мыс Яренгский Рог, по названию реки Яреньга, впадающей в Двинскую губу.
- мыс Летний Орлов, с маяком и буйковой системой.
- мыс Пушлахтские Корги
- мыс Толстые Корги
- Сатанский мыс
- мыс Пери-Нос.
- мыс Кладовец.
- мыс Летний Нос, вблизи деревни Летняя Золотица.
- мыс Красногорский Рог, как географическая точка Онежского полуострова.

Термин "Нос" в названиях мысов использовался в морском поморском  языке для обозначения выступающих в море участков суши и как имя собственное.

## Заливы полуострова
Залив Белого моря Онежская губа длиной ориентировочно 185 км и глубиной 36 м омывает южную часть Онежского полуострова, и в него впадает река Онега. 
Залив Двинская губа омывает полуостров с запада, и имеет ориентировочно длину 130 км и ширину 93 км, и в него впадает река Северная Двина. 
Локальные бухты полуострова, чаще всего, называются по именам рек или населенных пунктов. Названия заливов и часто бухт, сложились в давние времена, когда эти слова не использовались, и на морском поморском языке "губами" обозначали вдающиеся в сушу (со стороны моря) заливы и бухты. 
В полуостров вдаются заливы и бухты: 
- Унская губа (устье реки Унга).
- губа Ухта (устье реки Ухта).
- губа Конюхова (в районе Летняя Золотица)
- бухта Усть-Лямца и другие небольшие бухты, при впадении рек в Белое море.
- бухта возле мыса Шойнаволок и другие небольшие бухты возле мысов и населенных пунктов полуострова: бухта Летняя Золотица, бухта Пушлахта, бухта Кяндская и другие.

## Крупные реки полуострова
Агма, Бабья, Большая Сярта, Большая Режма, Большая Холка, Быковка, Вейга, Верхняя Солза, Верховка, Вёжма, Воя, Выговка, Галдарея, Золотица (Летняя Золотица), Илларионова, Карбасовка, Кинжуга, Кянда, Лена, Луда, Лопшеньга, Лямца, Малая Сярта, Маложма, Местная, Молебский, Муровинка, Мянда, Нёнокса, Нижма, Обедичная, Палова, Перторучей, Пуранга, Пурнема, Пушка, Солза, Сосновка, Сюзьма, Тамица, Трошковка, Уна, Ухта, Холка, Чикша, Чукча, Шелоничная, Юта, Яреньга.

## Крупные озёра полуострова
Бабье, Видозеро, Большое Волкозеро, Большое Выгозеро, Большое Гаврилово, Большое Лудское, Большое Павлозеро, Большое Половое, Большое Тотманское, Большое Холкозеро, Большое Яреньгское, Верхнее, Верхнее Кегозеро, Вежмозеро, Войозеро, Глубоцкое, Каменное, Капшозеро, Карбасовское, Кега, Кинжуга, Красное, Кяндозеро, Кяндское, Ладбозеро, Ленозеро, Лопатинское, Лопшеньгское, Лужозеро, Лупозеро, Лямицкое, Моложемская Ладба, Моложемское, Мураканское, Мурамено, Мяндозеро, Нижнее, Нижнее Пурасозеро, Новозеро, Остаровистое, Палозеро, Пурнемское, Пушкозеро, Ратоминское, Салмистое, Салозеро, Сеицкое, Слободское, Солозеро, Сяртозеро, Ухтозеро, Ухтозеро, Ухтозеро, Чикшозеро.

## Населённые пункты полуострова
По приблизительной оценке, на основании переписи населения 2021 года, на Онежском полуострове проживает до 2500 человек в следующих населенных пунктах:
- Онежский район Архангельской области:
  - Верхнеозерский
  - Кянда
  - Летняя Золотица
  - Лопшеньга
  - Луда
  - Лямца
  - Маложма
  - Нижмозеро
  - Пурнема
  - Пушлахта
  - Солза
  - Сопка
  - Сюзьма
  - Тамица

Входят в состав сельских поселений: Покровское, Малошуйское, Кяндское и другие внутри Онежского района.
- Приморский район Архангельской области:
  - Летний Наволок
  - Нёнокса
  - Пертоминск
  - Уна
  - Усть-Яреньга
  - Яреньга

Входят в состав Пертоминского сельского поселения и частично — в Нёнокский территориальный округ Приморского района.

### Карты
- [mapq38.narod.ru/q3738.html Топографическая карта Q37-Q38]